# Dave Pybus
Dave Pybus (nacido el 4 de junio de 1970 en West Yorkshire, Inglaterra) es un músico británico. Es el bajista de la banda inglesa de metal extremo Cradle of Filth.
La primera banda de Pybus se llamaba Anul Death (1988-1991), la cual después cambiaría su nombre a Darkened. En 1991, Dave formó Dreambreed, una banda en la cual era el vocalista y el guitarrista. Su influencia era la banda Misfits, y publicaron un mini CD llamado Sometime en 1995. En 1998 se unió a la banda Anathema como bajista y permaneció en la misma hasta 2001, participando en dos álbumes: Judgement (1999) y A Fine day to Exit (2001).
Tiempo después s unió a Cradle of Filth tras la salida del anterior bajista Robin Eaglestone. Dave apareció en los álbumes Damnation and a Day (2003), Nymphetamine (2004), Thornography (2006), Godspeed On The Devil's Thunder (2008) y Darkly Darkly Venus Aversa (2010).
En 2005, Dave se tomó seis meses de descanso de Cradle of Filth. En julio tuvo el honor de aparecer en el CD de Roadrunner United con Peter Steele, Josh Silver, Steve Holt y Joey Jordison. Tras su descanso se reunió nuevamente con Cradle of Filth y también tocó el bajo en el álbum debut de la banda Angtoria, publicado en abril de 2006.
- Datos: Q2110985
- Multimedia: Dave Pybus / Q2110985